# Phlyctis
Phlyctis es un género de hongos liquenizados en el orden Gyalectales, y el género tipo de la familia Phlyctidaceae.
El género fue circunscripto por el especialista alemán Julius von Flotow en 1850. El Dictionary of the Fungi (2008) estima que este género de distribución amplia contiene 12 especies, pero desde entonces se han descripto varias especies nuevas.

## Especies
- Phlyctis agelaea (Ach.) Flot. (1850)
- Phlyctis argena (Ach.) Flot. (1850)
- Phlyctis boliviensis Nyl. (1880)
- Phlyctis communis Chitale & Makhija (2012)
- Phlyctis himalayensis (Nyl.) D.D.Awasthi (2000)
- Phlyctis karnatakana S.Joshi & Upreti (2010)
- Phlyctis ludoviciensis Müll.Arg. ex Lendemer (2005)
- Phlyctis lueckingii Weerakoon & Aptroot (2016)
- Phlyctis monosperma S.Joshi & Upreti (2012)
- Phlyctis petraea R.C.Harris, Muscavitch, Ladd & Lendemer (2017)
- Phlyctis psoromica Elix & Kantvilas (2011)
- Phlyctis sirindhorniae Poengs., Vongshew. & Lumbsch (2019)
- Phlyctis subagelaea S.Joshi & Upreti (2010)
- Phlyctis subargena R.Ma & H.Y.Wang (2011)
- Phlyctis subhimalayensis S.Joshi & Upreti (2012)
- Phlyctis subuncinata Stirt. (1875)
- Phlyctis tolgensis P.M.McCarthy & Elix (2017)